# La Virgen de Juárez
La Virgen de Juárez (The Virgin of Juarez) es una película estadounidense de 2006, dirigida por Kevin James Dobson. Expone el tema de los asesinatos a mujeres ocurridos en Ciudad Juárez, Chihuahua. La película fue producida por Las Mujeres LLC y First Look International. Fue escrita por Michael Fallon.
Basada en una historia real, la película combina problemas de política, fanatismo y religión con asesinato, violencia, y redención.

## Sinopsis
En los límites de la frontera de México con Estados Unidos, en Ciudad Juárez, cientos de jóvenes mujeres han sido brutalmente asesinadas sin hacérseles justicia. Investigando estos asesinatos, la periodista estadounidense Karina Danes conoce a Mariela, una de las pocas supervivientes de estos ataques. Durante su recuperación, Mariela tiene visiones de la Virgen María y experimenta el fenómeno del estigma «cuyas heridas, que lloran misteriosamente, son la fuerza catalizadora del drama». Pronto surgirán devotos seguidores de Mariela y sus visiones.

## Reparto
| Personaje      | Actor                |
| -------------- | -------------------- |
| Patrick Nunzio | Angus Macfadyen      |
| Mariela        | Ana Claudia Talancón |
| Felix          | Guillermo Díaz       |
| Karina Danes   | Minnie Driver        |
| Father Herrera | Esai Morales         |
| Lisabet        | Araceli Guzmán-Rico  |
| Arcelia        | Julia Vera           |